# 亞倫·甘明
艾倫·康明（英語：Alan Cumming，1965年1月27日—），是一名蘇格蘭男演員，亦發展音樂、寫作及其他事業。

## 生平

### 早年
康明在蘇格蘭伯斯郡艾柏菲迪出生，父親Alex Cumming為Panmure Estate的林木主管，母親Mary Darling則為保險公司的秘書。康明有一名大他六年的兄長Tom，現在南安普敦當物業管理。康明小學入讀Monikie Primary School，中學則畢業於Carnoustie High School。
康明在他的自傳《Not My Father's Son》中，說他父親在他幼時經常打他，但他母親則需找到工作後才有辦法和他父親離婚。康明於20多歲後，已沒和父親聯絡，最後是康明參與一個尋根電視節目《Who Do You Think You Are?》，他父親才找回康明的兄長。康明從而得知，他父親是因為誤信康明不是親生兒子才時常打他，弄得康明要和兄長一起去做DNA測試，證明康明的父親的確是他生父。

### 私人生活
康明是一名已出櫃的雙性戀者，曾和同是演員的Hilary Lyon有過一段歷時八年的婚姻，但最後離婚收場。2005年，康明開始和插圖師Grant Shaffer交往，兩人於2007年在英國作民事結合註冊，跟著於2012年在紐約結婚。

## 影視作品

### 電影
- 《新鐵金剛之金眼睛》（GoldenEye）（1995）
- 《阿珠與阿花》（Romy and Michele's High School Reunion）（1997）
- 《小鬼大間諜》（Spy Kids）（2001）
- 《性愛調查》（Investigating Sex）（2001）
- 《真愛大吐槽》（The Anniversary Party）（2001）
- 《X戰警2》（X2）（2003）
- 《加菲貓》（Garfield）（2004）
- 《小鬼也摩登》（Son Of Mask）（2005）
- 《舞孃俱樂部》（Burlesque）（2010）
- 《暴風雨》（The Tempest）（2010）
- 《藍色小精靈》（The Smurfs）（2011）
- 《愛若此時》（Any Day Now）（2012）
- 《藍色小精靈2》（The Smurfs 2）（2013）
- 《仲夏夜魔法》（Strange Magic）（2015）
- 《勝負反手拍》（Battle of the Sexes）（2017）
- 《我爸爸的小飞龙》（My Father's Dragon）（2022）
- 《復仇者聯盟：末日之戰》（Avengers: Doomsday）（2026年）

### 電視
- 《拉字至上》（The L Word）第二季（2006）
- 《傲骨贤妻》（The Good Wife）（2010－2016）
- 《直覺追兇》（Instinct）（2018－）
- 《超時空奇俠》（Doctor Who）第11季第8集（2017）

## 外部連結
- 互聯網百老匯資料庫（IBDB）上亞倫·甘明的資料（英文）
- 互联网外百老汇数据库（IOBDB）上亞倫·甘明的資料（英文）
- 亞倫·甘明在互联网电影资料库（IMDb）上的資料（英文）
- 2006 Article on Alan Cumming on Theatre.com
- TonyAwards.com Interview with Alan Cumming
- Knightatthemovies.com 2007 interview with Alan Cumming
- Out of bounds （页面存档备份，存于）, interview by Bryce Hallett in The Sydney Morning Herald, February 7, 2009.